# 리아킴 (안무가)
리아킴(본명: 김혜랑, 1984년 5월 24일~)은 대한민국의 안무가이며, 원밀리언 댄스 스튜디오의 공동 창립자이다.

## 이력
- 2003~2006년 안무팀 ‘위너스’[2]
- 2006년 인세인브레인 결성
- 2012년 브레인 댄스 스튜디오 설립
- 2014년 원밀리언 댄스 스튜디오 설립

## 생애
1984년 5월 24일 전라북도 전주시에서 출생했다
원밀리언 댄스 스튜디오의 수석 안무가이며 이효리가 출연한 '애니클럽' 광고 영상 속 안무를 시작으로 트와이스의 'TT'와 아이오아이의 '너무너무너무', 선미의 '24시간이 모자라', '보름달', '가시나' 안무가로 알려졌다.
마이클잭슨의 영상을 보고 감명받아 중학교 때부터 춤을 시작했으며 SM 엔터테인먼트, YG 엔터테인먼트, JYP 엔터테인먼트, 로엔 엔터테인먼트 등 안무 창작 및 트레이너로 활동했다.
팝핀베이스로 시작해 현대무용, 힙합, 팝핑, 락킹, 무용 등 다양한 장르를 배우고 섭렵하여 기존 장르의 틀에서 벗어나 퓨전, 믹스 등 자유롭게 연출한다.
이효리, 소녀시대, 원더걸스, 보아, 2NE1, Miss A, 박재범, f(x), 트와이스, EXID, 2PM 트레이닝을 진행했다.
2011년 중국 댄스 대회에서 만난 프랑스 댄스 영상 촬영 전문그룹 YAK가 촬영한 유튜브 영상이 20만 뷰를 달성한 것을 계기로, 유튜브 활동을 시작했다.

## 방송 출연

### 예능, 교양, 다큐멘터리
- SBS 《스타킹》 2008년 12월 13일
- MBC 《위대한 탄생 2》 2011년 - 참가자
- Mnet 《댄싱9》, 2013년
- JTBC4 《WHYNOT 더댄서》
- tvN 《하나의 목소리 전쟁: 300》
- KBS 《댄싱하이》
- KBS 《유희열의 스케치북》, 2018년 9월 14일
- Arirang TV 《The INNERview》 Ep.27, 2019년 1월
- KBS 《온드림스쿨》 26회, 2019년 1월 12일
- KBS 《대화의 희열》 2019년 4월 13일
- SBS 《영재발굴단》 2019년 5월 1일
- SBS 《런닝맨》 455회, 467회, 469회, 2019년 6월 16일
- Mnet 《퀸덤》 2019년
- MBC 《황금어장 라디오스타》 2020년 3월 5일
- EBS 《자이언트 펭TV》 2020년 5월
- KBS 《악인전》 2020년 6월 6일, 2020년 6월 20일
- JTBC 《방구석 1열》 124회, 2020년 9월 20일
- KBS 《사장님 귀는 당나귀 귀》 2020년 11월 8일
- tvN 《그때 나는 내가 되기로 했다》 6화, 2020년 12월 1일
- JTBC 《차이나는 클라스》 인생수업 2회, 2021년 9월 26일
- tvN 《엄마는 아이돌》  2021~2022년
- KBS 《불후의 명곡》 2022년 1월 15일
- JTBC 《쇼다운》 7회, 2022년 5월 6일
- 채널A 《오은영의 금쪽 상담소》 50화, 2022년  9월
- SBS 《싱포골드》 2022년
- JTBC 《플라이 투 더 댄스》 2022년 6월 3일 ~ 2022년 8월 19일
- Mnet 《Born to 춤》 7화, 2023년 2월 25일
- Mnet 《스트릿 우먼 파이터2》 2023년 8월 22일 ~ 2023년 10월 31일
- Mnet 《스트릿댄스 걸스 파이터2》 2023년 11월 21일 ~ 2023년 12월 26일
- JTBC 《아는 형님》 411회, 2023년 12월 2일

### 음악방송
- MBC 《쇼! 음악중심》 스페셜 스테이지, 2020년 3월 14일
- Mnet 《엠카운트다운》 Ep. 818 with 원밀리언, 2023년 10월 12일
- KBS 《청룡영화상》 축하공연 with 원밀리언, 2023년 11월 24일
- MBC 《방송연예대상》 축하공연 with 원밀리언, 2023년 12월 29일

### 드라마
- KBS 《TV소설 : 별이 되어 빛나리》 128회, 특별출연 (2016년 2월 16일)
- JTBC 《아이돌: 더 쿠데타》 10회, 특별출연 (2021년 12월 7일)

### 라디오
- SBS FM 《송은이, 김숙의 언니네 라디오》 (2019년 1월 16일)
- KBS FM 《박명수의 라디오쇼》 (2019년 2월 18일)
- MBC FM 《아이돌 라디오》 (2020년 3월 24일)
- SBS FM 《두시탈출 컬투쇼》 (2023년 11월 1일)
- MBC FM 《두시의 데이트 재재입니다》 (2023년 11월 17일)

### 컨텐츠
- W KOREA 떠편TV 《떠편의듣보잡W》 10월호 (2020년 10월 5일)
- KiKi 스튜디오 KiKi EP.7 (2020년 12월 19일)
- 네이버 NOW 《studio문나잇》 8회 (2021년)
- 모비딕 《티파니와 아침을》 EP.4 (2021년)
- 네이버 NOW 《아이키의 Thumbs Up》 EP.13 (2022년 6월 14일)

## 광고 출연
- 삼성 갤럭시 S8[4]

## 아티스트 트레이닝
- 트와이스
- BoA
- EXID
- 소녀시대
- 원더걸스
- f(x)
- 선미
- 2NE1
- Miss A
- 이효리
- 손담비
- 장우혁
- GOT7
- 2PM
- 애프터스쿨
- Playback
- 에버글로우

## 주요 창작안무
- 트와이스 - T.T
- 트와이스 - 우아하게
- 아이오아이 - 너무너무너무
- BOA - FOX
- 원더걸스 - I Feel You
- Playback - Playback
- 선미 - 24시간이 모자라
- 선미 - 보름달
- 선미 - 가시나
- 마마무 - Hip

## 수상내역
- 2006년 스트리트댄스 세계대회 락킹 부문 우승
- 2007년 세계대회 팝핀 우승·락킹 준우승[2]
- World Dance Competition 4DA NEXT LEVEL 팝핀 우승
- PORTUGAL 'Euro Battle' Poppin side 2위
- JAPAN Dance Delight vol.12 Final 3위
- 도시 힙합 페스티벌 힙합 우승
- Soul Party 팝핀 부문 우승
- 2018 가온차트 뮤직 어워즈 올해의 스타일상 커리어그라피 부문

## 저서
- 에세이 《나의 까만 단발머리》 (아르테(arte)) 2019년 6월 ISBN 978-89509818-4-6
- 인터뷰 《자존가들 - 김지수인터뷰집 | 불안의시대, 자존의 마음을 지켜낸 인생철학자 17인의 말》 (어떤책) 2020년 1월 ISBN 9791189385095
- 사진집 《Reality, No Reality》 (미메시스) 2020년 3월 ISBN 9791155352120